# Leforest
Leforest [ləfɔʁɛ] est une commune française située dans le département du Pas-de-Calais en région Hauts-de-France. Ses habitants sont appelés les Leforestois. La commune est membre de la communauté d'agglomération Hénin-Carvin.
La commune d'Éperlecques (nom officiel depuis 1801), située dans le sud-est du département du Pas-de-Calais et limitrophe du département du Nord, à 17 km, à vol d'oiseau, à l'est de la commune de Lens, est une commune du bassin minier du Nord-Pas-de-Calais. C'est une commune de type centre urbain intermédiaire selon l'Insee, appartenant à l'unité urbaine de Douai-Lens, avec une population de 7 120 habitants au dernier recensement de 2022, elle connait un pic de population en 1975 avec 8 047 habitants..
L'histoire de la commune est étroitement liée à l'exploitation du charbon. La Compagnie des mines de l'Escarpelle y a ouvert ses fosses nos 2, 6 et 10, remblayées à la fin du XXe siècle.
À la suite de la Première Guerre mondiale et des destructions subies, la commune est décorée de la croix de guerre 1914-1918.

## Géographie

### Localisation
Localisée dans le sud-est du département du Pas-de-Calais, dans le bassin minier du Nord-Pas-de-Calais, Leforest est une commune limitrophe du département du Nord située, à vol d'oiseau, à 17 km à l'est de la commune de Lens (chef-lieu d'arrondissement) et à 20 km au sud de la commune de Lille (aire d'attraction).
Le territoire de la commune est limitrophe de ceux de sept communes, dont cinq, Auby, Moncheaux, Ostricourt, Raimbeaucourt et Thumeries, dans le département du Nord.
Les communes limitrophes sont Thumeries, Auby, Moncheaux, Ostricourt, Raimbeaucourt, Courcelles-lès-Lens et Évin-Malmaison.

### Géologie et relief
La superficie de la commune est de 6,22 km2 ; son altitude varie de 20  à   66 m.

### Hydrographie
Le territoire de la commune est situé dans le bassin Artois-Picardie.
La commune est traversée par le canal navigable de la Deûle, d'une longueur de 58,75 km, qui prend sa source dans la commune de Douai et se jette dans la Lys au niveau de la commune de Deûlémont.
Quatre autres petits canaux, ou chenaux, drainent le territoire de la commune :
- le Filet Maurant Amont, petit canal, chenal de 5,22 km, qui prend sa source dans la commune d'Ostricourt et se jette dans le Deûle au niveau de la commune d'Auby[5] ;
- le Cité Cornuault, petit canal, chenal de 3,57 km, qui prend sa source dans la commune de Moncheaux et se jette dans le Filet Maurant Amont au niveau de la commune d'Évin-Malmaison[6] ;
- le Falemprise, petit canal, chenal de 1,07 km, qui prend sa source dans la commune d'Évin-Malmaison et se jette dans le Filet Maurant Amont au niveau de la commune d'Évin-Malmaison[7] ;

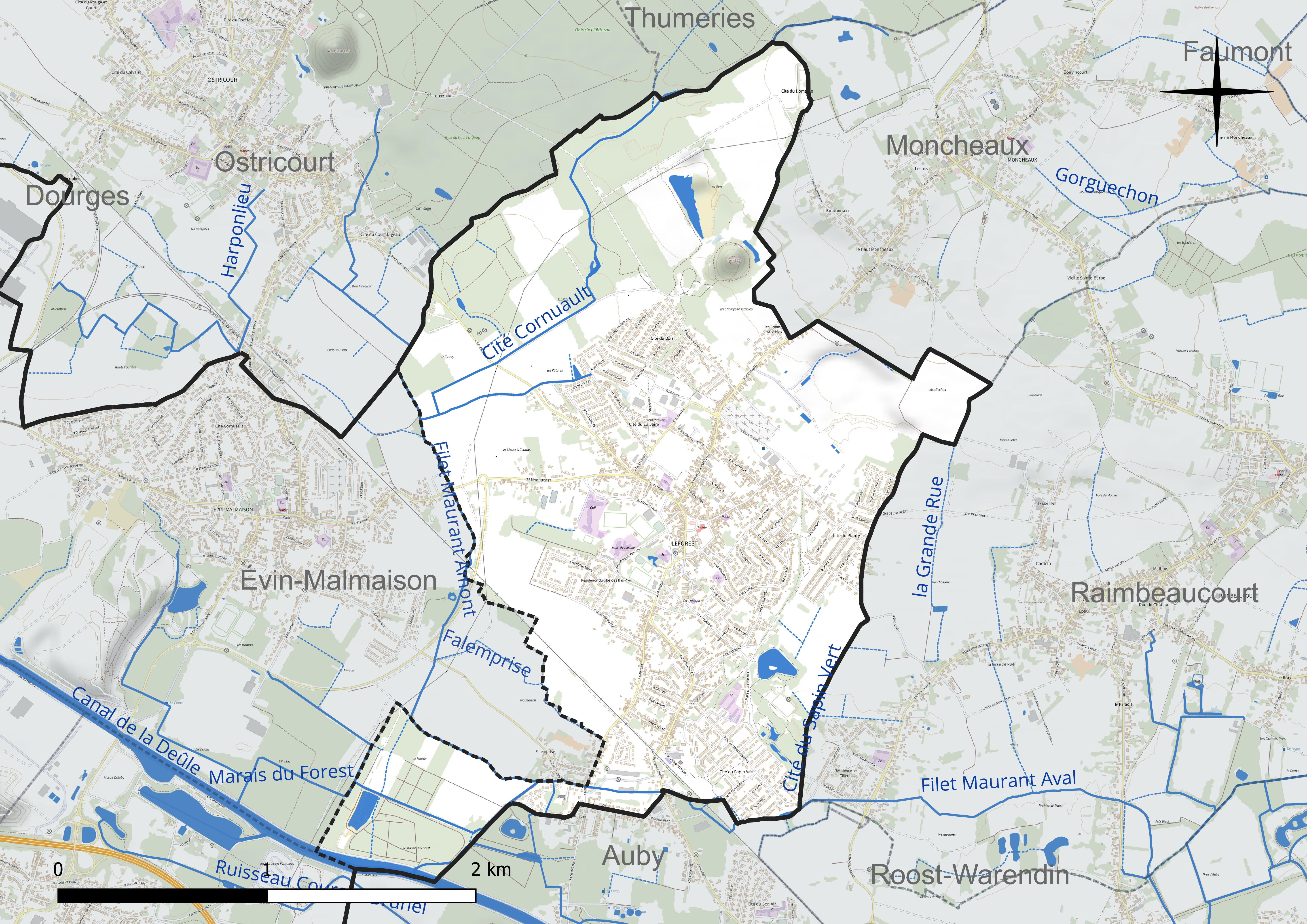
Réseau hydrographique de Leforest.

- le marais du forest, petit canal, chenal de 1,81 km, qui prend sa source dans la commune d'Évin-Malmaison et se jette dans le Filet Maurant Amont au niveau de la commune d'Évin-Malmaison[8].

### Climat
Pour des articles plus généraux, voir Climat des Hauts-de-France et Climat du Nord-Pas-de-Calais.
En 2010, le climat de la commune est de type climat océanique dégradé des plaines du Centre et du Nord, selon une étude du CNRS s'appuyant sur une série de données couvrant la période 1971-2000. En 2020, Météo-France publie une typologie des climats de la France métropolitaine dans laquelle la commune est exposée à un climat océanique et est dans la région climatique Nord-est du bassin Parisien, caractérisée par un ensoleillement médiocre, une pluviométrie moyenne régulièrement répartie au cours de l’année et un hiver froid (3 °C).
Pour la période 1971-2000, la température annuelle moyenne est de 10,6 °C, avec une amplitude thermique annuelle de 14,6 °C. Le cumul annuel moyen de précipitations est de 696 mm, avec 11,6 jours de précipitations en janvier et 8,9 jours en juillet. Pour la période 1991-2020, la température moyenne annuelle observée sur la station météorologique la plus proche, située sur la commune de Douai à 7 km à vol d'oiseau, est de 11,0 °C et le cumul annuel moyen de précipitations est de 729,2 mm,. Pour l'avenir, les paramètres climatiques de la commune estimés pour 2050 selon différents scénarios d'émission de gaz à effet de serre sont consultables sur un site dédié publié par Météo-France en novembre 2022.

### Milieux naturels et biodiversité

#### Zones naturelles d'intérêt écologique, faunistique et floristique
L’inventaire des zones naturelles d'intérêt écologique, faunistique et floristique (ZNIEFF) a pour objectif de réaliser une couverture des zones les plus intéressantes sur le plan écologique, essentiellement dans la perspective d’améliorer la connaissance du patrimoine naturel national et de fournir aux différents décideurs un outil d’aide à la prise en compte de l’environnement dans l’aménagement du territoire.
Le territoire communal comprend deux ZNIEFF de type 1 :
- la forêt domaniale de Phalempin, le bois de l'Offlarde, bois Monsieur, les Cinq Tailles et leurs lisières, d’une superficie de 1 824 ha et d'une altitude variant de 26  à   65 mètres. Cette ZNIEFF est majoritairement occupée par un complexe forestier dont la forêt domaniale de Phalempin constitue le principal massif forestier[15] ;
- le terril 122 de Leforest et marais périphérique, d’une superficie de 9 ha et d'une altitude variant de 35  à   45 mètres. Cette ZNIEFF est constituée d’un petit terril conique érigé à partir de 1923 et fait partie d’un espace ouvert au public qui peut accéder au sommet par un chemin aménagé[16].

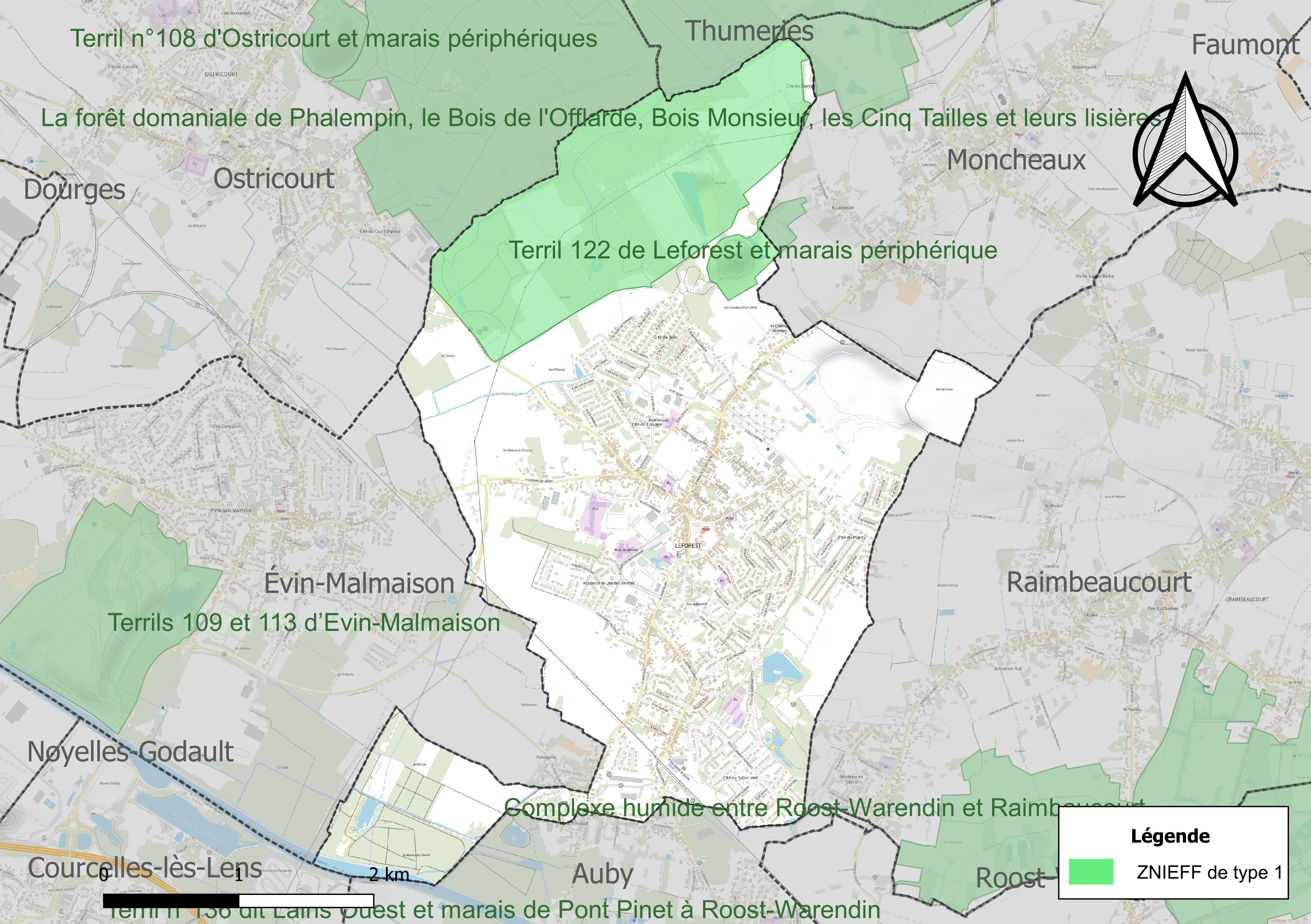
Carte des ZNIEFF sur la commune.

#### Espèces faunistiques et floristiques
L’Inventaire national du patrimoine naturel (INPN) recense plusieurs espèces faunistiques et floristiques sur le territoire de la commune dont certaines sont protégées et d’autres menacées et quasi-menacées.

## Urbanisme

### Typologie
Au 1er janvier 2024, Leforest est catégorisée centre urbain intermédiaire, selon la nouvelle grille communale de densité à sept niveaux définie par l'Insee en 2022.
Elle appartient à l'unité urbaine de Douai-Lens, une agglomération inter-départementale regroupant 67  communes, dont elle est une commune de la banlieue,,. Par ailleurs la commune fait partie de l'aire d'attraction de Lille (partie française), dont elle est une commune de la couronne,. Cette aire, qui regroupe 201 communes, est catégorisée dans les aires de 700 000 habitants ou plus (hors Paris),.

### Occupation des sols
L'occupation des sols de la commune, telle qu'elle ressort de la base de données européenne d’occupation biophysique des sols Corine Land Cover (CLC), est marquée par l'importance des territoires artificialisés (48 % en 2018), en augmentation par rapport à 1990 (43,5 %). La répartition détaillée en 2018 est la suivante : 
zones urbanisées (42,1 %), terres arables (30,5 %), forêts (15,1 %), mines, décharges et chantiers (5,9 %), zones agricoles hétérogènes (4,8 %), prairies (1,6 %). L'évolution de l’occupation des sols de la commune et de ses infrastructures peut être observée sur les différentes représentations cartographiques du territoire : la carte de Cassini (XVIIIe siècle), la carte d'état-major (1820-1866) et les cartes ou photos aériennes de l'IGN pour la période actuelle (1950 à aujourd'hui).

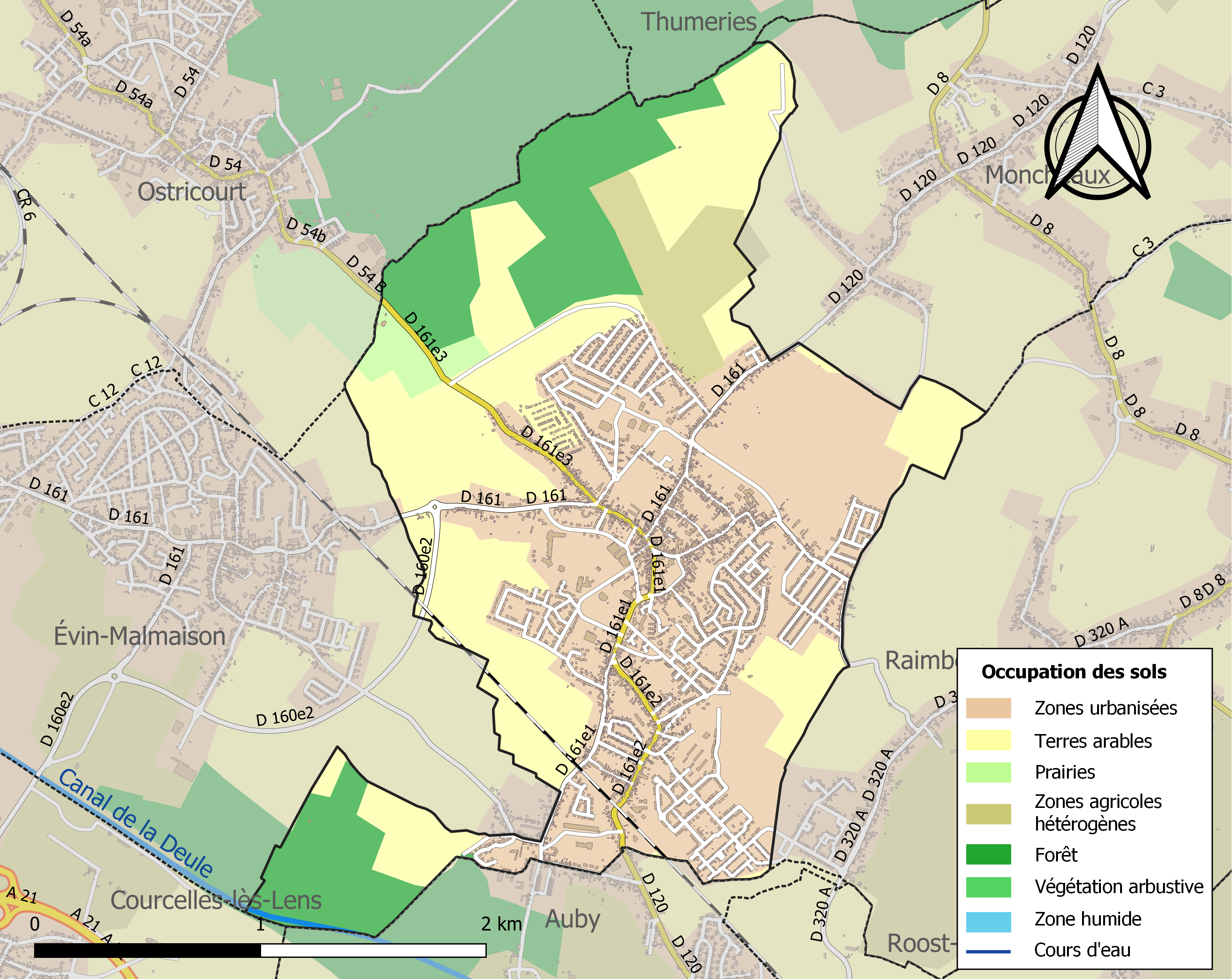
Carte des infrastructures et de l'occupation des sols de la commune en 2018 (CLC).

### Logement
En 2021, le nombre total de logements dans la commune était de 3 045, alors qu'il était de 2 911 en 2015 et de 2 871 en 2010
, soit une progression du nombre total de logements de 6,1 % depuis 2010.
Parmi ces 3 045 logements, 93,6 % étaient des résidences principales, (soit 2 851 logements), 0,4 % des résidences secondaires et 5,9 % des logements vacants. Ces logements étaient pour 92,5 % d'entre eux des maisons individuelles et pour 5,9 % des appartements.
Sur les 2 851 résidences principales, 57,9 % sont occupées par des propriétaires,  40,2 % par des locataires et 2,0 % par des personnes logées gratuitement.
Le tableau ci-dessous présente la typologie des logements à Leforest en 2021 en comparaison avec celle du Pas-de-Calais et de la France entière. Une caractéristique marquante du parc de logements est ainsi la faible proportion des résidences secondaires et logements occasionnels (0,4 %) par rapport au département (6,5 %) et à la France entière (9,7 %) ainsi que d'une proportion de logements vacants (5,9 %) inférieure à celle du département (7,3 %) et de la France entière (8,1 %).
| Typologie                                               | Leforest | Pas-de-Calais | France entière |
| ------------------------------------------------------- | -------- | ------------- | -------------- |
| Résidences principales (en %)                           | 93,6     | 86,1          | 82,2           |
| Résidences secondaires et logements occasionnels (en %) | 0,4      | 6,5           | 9,7            |
| Logements vacants (en %)                                | 5,9      | 7,3           | 8,1            |

### Voies de communication et transports
Leforest est desservie par des lignes régulières et des lignes scolaires du réseau de transport TADAO. Une ligne du réseau douaisien Évéole dessert également la commune.
La commune possède une gare située sur la ligne de Paris-Nord à Lille.

## Toponymie
Le nom de la localité est attesté dans les textes aux environs du XIIe siècle sous les formes Forest en 1125 ; Forestum en 1184 ; Foriest en 1224 ; Le Forest en 1307 ; Forestz en 1463 ; Forest-lez-Lens en 1530. Il faut attendre le XIXe siècle, en 1801, pour voir le nom de « Leforest » désigner définitivement la commune.
Venant de l'article picard féminin le et de l'oïl forest.

## Histoire
Leforest était à l'origine un petit bourg où résidaient quelques défricheurs de forêts.
Leforest était avant la Révolution française le siège d'au moins une seigneurie longtemps détenue par la famille de La Tramerie.
En août 1667, par lettres données depuis le camp devant Lille, est érigée en marquisat, la terre de Le Forest. Cette terre a moyenne et basse justice (justice seigneuriale) et jouit d'un revenu considérable en ayant plusieurs fiefs et arrière-fiefs. Elle relève du roi en raison du château de Lens. L'érection en marquisat donne au détenteur de la terre le droit de haute justice (possibilité de juger les crimes et de prononcer des peines de mort), ce dont témoignait la permission d'ériger des fourches patibulaires à quatre piliers(un gibet). Si le marquisat vient à tomber entre les mains d'une personne convertie à la religion protestante, il ne pourra y être fait aucun prêche ni service de la dite religion, sous peine de nullité de l'érection en marquisat

### Seigneurs de Leforest
- En 1598, Robert de la Tramerie, chevalier, est seigneur du lieu et du Forest (Leforest). Il a pour frère Ponthus de la Tramerie, seigneur de Hestaing. Ils descendent des Monchy (Monchy-au-Bois)-Cayeux (Cayeux-sur-Mer). Ils passent un accord le 10 mars 1598 avec Hugues de Bassecourt, seigneur de Hornaing, qui écartèle ses armes avec celles de Monchy. Ils reconnaissent aux Bassecourt (Hugues seigneur de Hornaing; son frère aîné, seigneur de Grigny) le droit de porter les armes des Duriez, dont les dits Bassecourt descendent[28].
- Louis de La Tramerie, est seigneur de Le Forest et d'Auby en 1667 lorsque la terre de Le Forest est érigée en marquisat à son profit. Il descend d'une des plus anciennes et plus illustres familles du comté d'Artois. Ses ancêtres et lui ont rendu de grands services à leurs souverains[27].

### Exploitation charbonnière
La Compagnie des mines de l'Escarpelle a exploité ses fosses nos 2, 6 et 10 sur le territoire de Leforest. Elle employait de nombreux travailleurs polonais. Certains ont été expulsés pendant la Grande Dépression. Le 7 août 1934, pour protester contre l'expulsion de onze mineurs polonais, 347 Polonais et 88 Français refusent de remonter pendant deux jours de la fosse 10. La rébellion vaut à deux d'entre eux d'être arrêtés et incarcérés et à cent-vingt sept autres d'être licenciés. Puis 250 Polonais (mineurs- notamment Edward Gierek, futur chef du gouvernement polonais entre 1970 et 1980, alors syndicaliste à la C.G.T.U. et membre du P.C. depuis 1931 - et leurs familles) sont expulsés du pays,
Les fosses ayant été remblayées successivement des années 1970 aux années 1990, il ne subsiste pratiquement aucune trace de la mine de nos jours.
- Un forage effectué près de la sablière prévoyait la construction d'un onzième puits pour la Compagnie des Mines de l'Escarpelle. Le projet a été abandonné. Les traces de l'essai sont encore visible (en plein champs)ou par vue aérienne, notamment sur le site officiel Géoportail. Le site est a cheval sur le lieu-dit "Martin Terre" commune de Raimbeaucourt et "Mardichon" (Leforest).

### Première Guerre mondiale
La commune est décorée de la croix de guerre 1914-1918 par décret du 25 septembre 1920, distinction également attribuée à 276 autres communes du Pas-de-Calais.

### Immigration polonaise
La commune a accueilli, dans les années 1920, comme de nombreuses autres du bassin minier régional, des mineurs et leurs familles venus dans le cadre de l'immigration polonaise dans le Nord de la France.

### Seconde guerre mondiale
Pendant la Seconde guerre mondiale, la ville fut occupée une nouvelle fois par les troupes allemandes.
Non loin, à la fosse 7 de la Compagnie des mines de Dourges, la grève patriotique des cent mille mineurs du Nord-Pas-de-Calais de mai-juin 1941 a démarré, avec Emilienne Mopty et Michel Brulé (1912-1942), privant les Allemands de 93 000 tonnes de charbon pendant près de 2 semaines.
C'est l'un des premiers actes de résistance collective à l'occupation allemande en France et le plus important en nombre, qui se solda par 414 arrestations en 3 vagues, la déportation de 270 personnes, 130 mineurs étant par ailleurs fusillés à la Citadelle d'Arras. Après-guerre, la commune est aussi au centre de trois événements nationaux : la bataille du charbon (1945-1947), la grève des mineurs de 1947 et  celle de 1948.

### XXIesiècle
La Générale du solaire construit la centrale solaire photovoltaïque de Leforest de 2022 à 2023 sur le site de l'ancienne décharge.

## Politique et administration

### Découpage territorial
La commune se trouve dans l'arrondissement de Lens du département du Pas-de-Calais.

#### Commune et intercommunalités
La commune est membre de la communauté d'agglomération Hénin-Carvin qui regroupe 14 communes et compte 126 840 habitants en 2021.

#### Circonscriptions administratives
La commune est rattachée au canton d'Hénin-Beaumont-2.

#### Circonscriptions électorales
Pour l'élection des députés, la commune fait partie de la onzième circonscription du Pas-de-Calais.

### Élections municipales et communautaires
Lors du premier tour des élections municipales le 15 mars 2020, vingt-neuf sièges sont à pourvoir ; on dénombre 5 392 inscrits et seulement 2 387 votants (44,27 %), 60 votes nuls  et blancs , soit 2 327 suffrages exprimés (97,49 %). La liste divers gauche Vivons Leforest au naturel menée par le maire sortant Christian Musial recueille 1 957 voix (84,10 %) et remporte ainsi vingt-sept sièges au conseil municipal contre deux pour la liste Leforest pour vous menée par Tiphanie Usta avec 370 voix (15,90 %).

#### Liste des maires
| Période      | Période                    | Identité                 | Étiquette | Qualité |
| ------------ | -------------------------- | ------------------------ | --------- | --- |
| 1855         | ?                          | Jean-Baptiste Pollet     |           | |
| juin 1923    | septembre 1941 (décès)     | Florentin Courmont-Léger |           | Directeur de brasserie-malterie                                                                                         |
| octobre 1947 | ?                          | Robert Naudet            | SFIO      | |
| mars 1965    | juin 1995                  | Gilbert Marquette        | SFIO-PS   | Directeur de collège |
| juin 1995    | mars 2001                  | Claude Bouquerel         | PS        | Professeur de sciences                                                                                                  |
| mars 2001    | mars 2008                  | Michel Rodriguès         | DVG       | Retraité de la fonction publique                                                                                        |
| mars 2008    | En cours (au 25 mars 2022) | Christian Musial         | PS        | Cadre 2e vice-président de la CA Hénin-Carvin (2014 → ) Réélu pour le mandat 2014-2020, Réélu pour le mandat 2020-2026, |

### Instances de démocratie participative
La commune est dotée d'un conseil municipal des jeunes.

## Équipements et services publics
En 2011, la commune de Leforest est récompensée par le label « Ville Internet @@ », ce qui est toujours d'actualité en 2024.

## Population et société

### Démographie
Les habitants sont appelés les Leforestois.

#### Évolution démographique
L'évolution du nombre d'habitants est connue à travers les recensements de la population effectués dans la commune depuis 1793. Pour les communes de moins de 10 000 habitants, une enquête de recensement portant sur toute la population est réalisée tous les cinq ans, les populations de référence des années intermédiaires étant quant à elles estimées par interpolation ou extrapolation. Pour la commune, le premier recensement exhaustif entrant dans le cadre du nouveau dispositif a été réalisé en 2007.

En 2022, la commune comptait 7 120 habitants, en évolution de +0,11 % par rapport à 2016 (Pas-de-Calais : −0,72 %, France hors Mayotte : +2,11 %).
| 1793 | 1800 | 1806 | 1821  | 1831  | 1836  | 1841  | 1846  | 1851  |
| ---- | ---- | ---- | ----- | ----- | ----- | ----- | ----- | ----- |
| 827  | 740  | 965  | 1 075 | 1 117 | 1 081 | 1 113 | 1 136 | 4 058 |

| 1856  | 1861  | 1866  | 1872  | 1876  | 1881  | 1886  | 1891  | 1896  |
| ----- | ----- | ----- | ----- | ----- | ----- | ----- | ----- | ----- |
| 1 121 | 1 283 | 1 382 | 1 393 | 1 370 | 1 449 | 1 625 | 1 790 | 2 060 |

| 1901  | 1906  | 1911  | 1921  | 1926  | 1931  | 1936  | 1946  | 1954  |
| ----- | ----- | ----- | ----- | ----- | ----- | ----- | ----- | ----- |
| 2 099 | 2 235 | 2 457 | 2 509 | 3 316 | 5 013 | 4 096 | 4 738 | 5 621 |

| 1962  | 1968  | 1975  | 1982  | 1990  | 1999  | 2006  | 2007  | 2012  |
| ----- | ----- | ----- | ----- | ----- | ----- | ----- | ----- | ----- |
| 7 380 | 7 989 | 8 047 | 7 882 | 7 195 | 6 746 | 7 076 | 7 127 | 6 998 |

| 2017  | 2022  | - | - | - | - | - | - | - |
| ----- | ----- | - | - | - | - | - | - | - |
| 7 167 | 7 120 | - | - | - | - | - | - | - |

#### Pyramide des âges
La population de la commune est relativement jeune.
En 2018, le taux de personnes d'un âge inférieur à 30 ans s'élève à 38,8 %, soit au-dessus de la moyenne départementale (36,7 %). À l'inverse, le taux de personnes d'âge supérieur à 60 ans est de 22,8 % la même année, alors qu'il est de 24,9 % au niveau départemental.
En 2018, la commune comptait 3 406 hommes pour 3 826 femmes, soit un taux de 52,90 % de femmes, légèrement supérieur au taux départemental (51,50 %).
Les pyramides des âges de la commune et du département s'établissent comme suit.
| Hommes | Classe d’âge | Femmes |
| ------ | ------------ | ------ |
| 0,4    | 90 ou +      | 1,9    |
| 5,2    | 75-89 ans    | 8,7    |
| 14,0   | 60-74 ans    | 15,1   |
| 18,6   | 45-59 ans    | 17,7   |
| 21,3   | 30-44 ans    | 19,5   |
| 16,7   | 15-29 ans    | 16,8   |
| 23,8   | 0-14 ans     | 20,4   |

| Hommes | Classe d’âge | Femmes |
| ------ | ------------ | ------ |
| 0,5    | 90 ou +      | 1,6    |
| 5,6    | 75-89 ans    | 8,9    |
| 16,7   | 60-74 ans    | 18,1   |
| 20,2   | 45-59 ans    | 19,2   |
| 18,9   | 30-44 ans    | 18,1   |
| 18,2   | 15-29 ans    | 16,2   |
| 19,9   | 0-14 ans     | 17,9   |

## Économie

### Revenus de la population et fiscalité
En 2021, la commune compte 2 849 ménages fiscaux, regroupant 7 158 personnes.
Le revenu fiscal médian par ménage, le taux de pauvreté des ménages et la part des ménages fiscaux imposés de la commune, du département du Pas-de-Calais et de la métropole sont les suivants :
- le revenu fiscal médian par ménage de la commune est de 20 410 €, légèrement inférieur à celui du département du Pas-de-Calais (20 720 €) et inférieur à celui de la France métropolitaine (23 080 €)[Insee 6],[Insee 7],[Insee 8] ;
- le taux de pauvreté des ménages de la commune est de 18 %, de 18,4 % au niveau du département et de 14,9 % au niveau de la métropole[Insee 9],[Insee 10],[Insee 11] ;
- la part des ménages fiscaux imposés dans la commune est de 43 %, de 44,1 % au niveau du département et de 53,4 % au niveau de la métropole[Insee 6],[Insee 7],[Insee 8].

## Culture locale et patrimoine

### Lieux et monuments
- L'église Saint-Nicolas.
- Le monument aux morts[54].
- Le château Blanche-Maison.

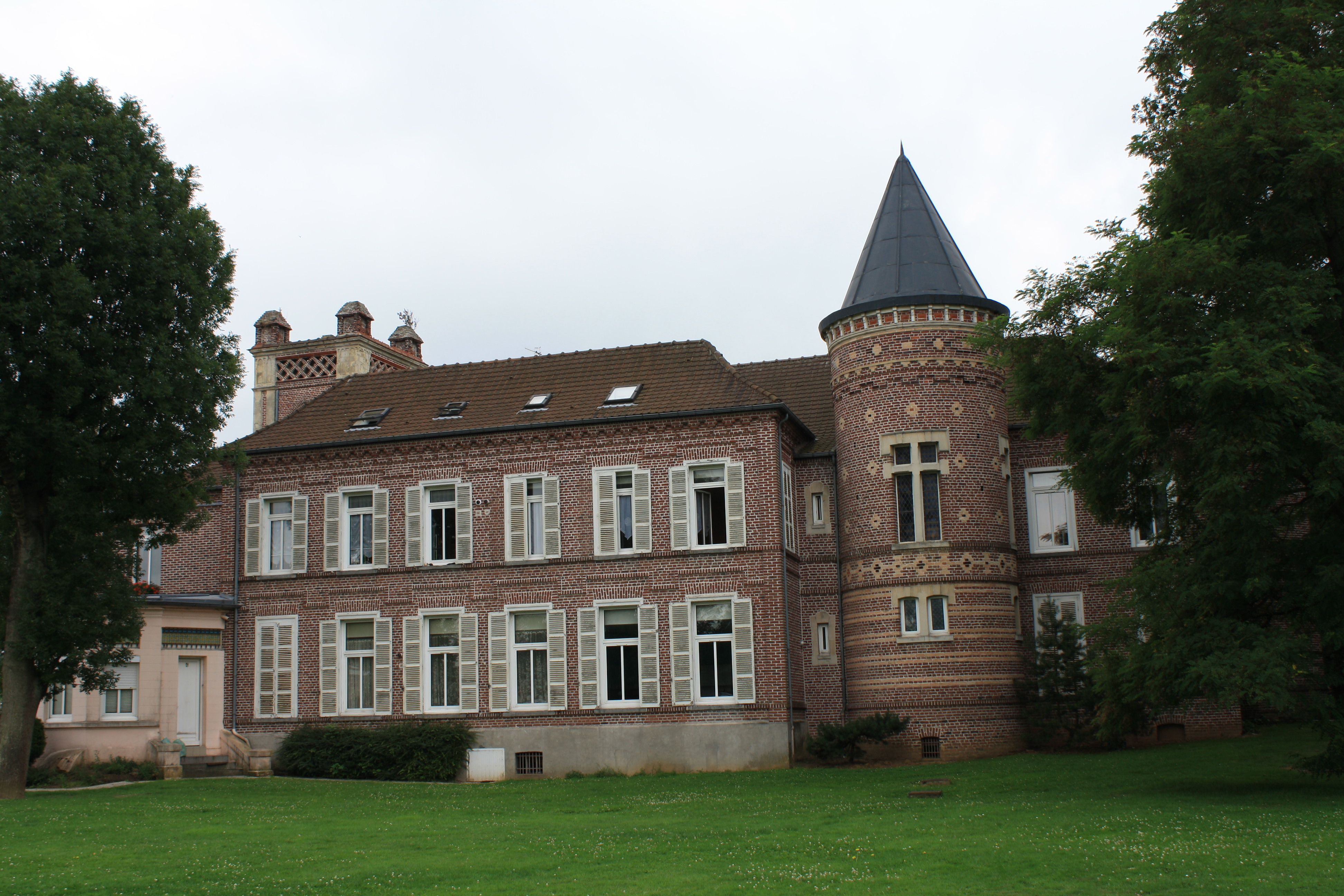
La façade avant du château Blanche-Maison.

- La cité du Planty. Elle a servi de lieu de tournage du film Armaguedon d'Alain Jessua. On voit très distinctement le chevalet de la fosse 10 de la Compagnie des mines de l'Escarpelle alors en activité. Dans le scénario se trouve la maison de Louis Carrier (incarné par Jean Yanne). Le personnage cherche à se venger de la société en défiant la police par des menaces terroristes. La police fait appel à un psychiatre pour en venir à bout (incarné par Alain Delon). Différents plans ont été pris dans la cité en 1976.

### Personnalités liées à la commune
- Bernard Pivot, journaliste : une partie de la famille de sa femme Monique habite Leforest, la médiathèque porte son nom et a été inaugurée par lui.
- Michel Quint, écrivain et chroniqueur à Wéo Nord-Pas-de-Calais, né dans la commune.
- Jean Yanne, après le tournage du film Armaguedon lorsqu'il se confie à Nicole Calfan[55] se sentait un peu coupable d'incarner un meurtrier originaire du Nord de la France (dans le film, sa maison se situe à Leforest). Il dira :  « ...[dans ce film] j'incarne un salaud qui aurait très bien pu venir de Nice, mais tu vois, comme par hasard,  on a décidé que ce salaud viendrait d'ici [Leforest]. Alors quand je rencontre ces habitants qui sont d'une gentillesse rare avec moi, c'est à ce moment-là que je me sens un vrai salaud. » Alain Jessua[56] se plaint vivement de l'attitude d'Alain Delon acteur pendant le tournage tandis qu'il confirmera l'attitude bienveillante de Jean Yanne lors du tournage.

### Héraldique
| Blason de Leforest | Blason  | De sable au chevron d'or accompagné de trois merlettes du même; à la bordure d'or. Ornements extérieursCroix de guerre 1914-1918 |
| Blason de Leforest | Détails | Le statut officiel du blason reste à déterminer.                                                                                 |

## Pour approfondir

#### Bases de données, dictionnaires et encyclopédies
- Ressources relatives à la géographie :   - Insee (communes)
  - Ldh/EHESS/Cassini
- Ressource relative à plusieurs domaines :   - Annuaire du service public français
- Notices d'autorité :   - VIAF
  - BnF (données)
  - IdRef
  - LCCN